# Amtsgericht Tost
Das Amtsgericht Tost war ein preußisches Amtsgericht mit Sitz in Tost.

## Geschichte
In Tost bestand von 1849 bis 1879 die Gerichtskommission Tost des Kreisgerichtes Gleiwitz. Das königlich preußische Amtsgericht Tost wurde mit Wirkung zum 1. Oktober 1879 als eines von sechs Amtsgerichten im Bezirk des Landgerichtes Gleiwitz im Bezirk des Oberlandesgerichtes Breslau gebildet. Der Sitz des Gerichtes war Tost. Sein Gerichtsbezirk umfasste aus dem Kreis Gleiwitz den Stadtbezirk Tost, die Amtsbezirk Kottlischowitz, Groß Kottulin, Langendorf, Schwieben, Slupsko und Schloss Tost sowie Teile der Amtsbezirke Bitschin und Schieroth. Am Gericht bestanden 1880 zwei Richterstellen. Das Amtsgericht war damit ein kleines Amtsgericht im Landgerichtsbezirk. Zum 1. April 1941 wurde der Landgerichtsbezirk Neisse mit seinen Amtsgerichten dem neugeschaffenen Oberlandesgericht Kattowitz zugeschlagen.
Im Jahre 1945 wurde der Amtsgerichtsbezirk unter polnische Verwaltung gestellt, und die deutschen Einwohner wurden vertrieben. Damit endete auch die Geschichte des Amtsgerichtes Tost.